# Satz von Wedderburn
Der Satz von Wedderburn (nach Joseph Wedderburn) gehört zum mathematischen Teilgebiet der Algebra. Er besagt, dass jeder endliche Schiefkörper ein Körper ist, das heißt: Wenn ein Schiefkörper nur endlich viele Elemente enthält, folgt daraus bereits die Kommutativität der Multiplikation. Mit anderen Worten: Ein Schiefkörper, der kein Körper ist (in dem die Multiplikation also nicht kommutativ ist), enthält unendlich viele Elemente.
Neben Wedderburn (der mehrere Beweise gab, zuerst 1905) haben auch andere Mathematiker unterschiedliche Beweise für den Satz geliefert, zum Beispiel Leonard Dickson, Emil Artin, Ernst Witt (der Beweis umfasst eine Seite), Hans Zassenhaus und Israel Herstein.
Es gibt noch andere bekannte Sätze, die manchmal auch einfach Satz von Wedderburn genannt werden, wie sein Satz zur Klassifikation halbeinfacher Algebren, verallgemeinert im Satz von Artin-Wedderburn. Im Englischen wird Wedderburns Satz über endliche Schiefkörper deshalb auch Kleiner Satz von Wedderburn genannt.

## Anwendung
Dieser Satz hat eine wichtige Anwendung in der synthetischen Geometrie: Für endliche affine oder projektive Ebenen folgt aus dem Satz von Desargues der Satz von Pappos. Man kann jede desarguessche Ebene als affine bzw. projektive Ebene über einem Schiefkörper {\displaystyle K} betrachten, wobei der Satz von Pappos genau dann gilt, wenn {\displaystyle K} kommutativ ist. Hier kommt der Satz von Wedderburn zum Einsatz. Für diesen rein geometrischen Sachverhalt kennt man bis heute keinen geometrischen Beweis.
Die umgekehrte Aussage „Jede pappossche Ebene ist desarguessch“ wird (nach Gerhard Hessenberg) als Satz von Hessenberg bezeichnet und gilt für jede affine und jede projektive Ebene.

## Beweise

### Ernst Witt (1931)
Der Beweis von Ernst Witt beruht auf dem Zusammenwirken dreier einfacher Fakten:
- Faktum 1: Eine Operation „{\displaystyle \triangleright }“ einer Gruppe {\displaystyle G} auf einer Menge {\displaystyle X} induziert auf der Menge eine Äquivalenzrelation, indem die Bahnen (Orbits) {\displaystyle G\triangleright x=\{g\triangleright x\mid g\in G\}\,,} {\displaystyle x\in X\,,} die Äquivalenzklassen sind. Für solche {\displaystyle G}-Mengen gilt die Bahnengleichung oder Bahnformel.

Zur Erläuterung: Der Stabilisator (oder die Standgruppe) {\displaystyle G_{x}} eines Elementes {\displaystyle x\in X} ist definiert durch {\displaystyle G_{x}:=\{g\in G\mid g\triangleright x=x\}} und bildet eine Untergruppe in {\displaystyle G}. Es besteht eine Bijektion von der Menge der Linksnebenklassen dieser Gruppe zur Bahn: {\displaystyle G/G_{x}\cong G\triangleright x}. Für die Mächtigkeiten bedeutet dies, dass die Länge {\displaystyle \#(G\triangleright x)} der Bahn von {\displaystyle x} mit dem Index {\displaystyle \left(G:G_{x}\right)} der Standgruppe von {\displaystyle x} (in der Gruppe {\displaystyle G}) übereinstimmt: Für endliche Gruppen ist dies gerade die Aussage des Bahnensatzes, und die Bahnformel ergibt sich, indem für endliche Mengen {\displaystyle X} die Anzahlen beider Seiten über ein Repräsentantensystem der Bahnen summiert werden, und liefert {\displaystyle \#X}.
Wählt man als Operation die Konjugation der Gruppe {\displaystyle G=X} auf sich selbst, so werden die Bahnen Konjugationsklassen genannt: Also erfolgt die Summe über Repräsentanten der Konjugationsklassen und liefert die Gruppenordnung als die Summe der Indizes der zugehörigen Zentralisatoren, denn diese sind unter der Konjugation gerade die Stabilisatoren. Die Bahnengleichung heißt in diesem Falle auch Klassengleichung.
Ferner zwei Fakten für eine natürliche Zahl {\displaystyle n\in \mathbb {N} \backslash \{0\}}:
- Faktum 2: Das {\displaystyle n}-te Kreisteilungspolynom {\displaystyle \Phi _{n}(X)} ist dasjenige ganzzahlige normierte Polynom größten Grades, das {\displaystyle X^{n}-1} teilt, jedoch zu allen {\displaystyle X^{d}-1} mit {\displaystyle d<n} teilerfremd ist. Daher gilt {\displaystyle \Phi _{n}(X)\mid X^{n}-1} und {\displaystyle \Phi _{n}(X){\Big \vert }{\frac {X^{n}-1}{X^{d}-1}}} für alle {\displaystyle d<n} mit {\displaystyle d\mid n}.[Anm 3]
- Faktum 3 entspringt unmittelbar der geometrischen Anschauung am Einheitskreis: Für jede ganze Zahl {\displaystyle q\geq 2} und jede primitive {\displaystyle n}-te Einheitswurzel {\displaystyle \zeta \in \mathbb {C} } – etwa {\displaystyle \zeta =e^{\frac {2\pi \mathrm {i} }{n}}} – gilt im Falle {\displaystyle n\geq 2} die einfache Abschätzung[Anm 4] {\displaystyle |q-\zeta |>q-1}, so dass mit Faktum 2 (oder ebenso gut unmittelbar nach Definition des Kreisteilungpolynoms) folgt: {\displaystyle \Phi _{n}(q)>q-1}. Im Falle {\displaystyle n=1} egalisiert sich diese Abschätzung zu {\displaystyle \Phi _{1}(q)=q-1}, da {\displaystyle \zeta _{1}=1}.[Anm 5]

Nun zum eigentlichen Beweis: Es sei also {\displaystyle D} ein endlicher Schiefkörper. Seine multiplikative Gruppe {\displaystyle G:=D^{\times }=:X} operiere auf sich selbst durch Konjugation: {\displaystyle g\triangleright x:=gxg^{-1}}.
Für ein beliebiges {\displaystyle x\in X=D^{\times }} ist der Stabilisator {\displaystyle G_{x}\subset D^{\times }} gleich der multiplikativen Gruppe {\displaystyle L_{x}^{\times }=G_{x}} eines Schiefkörpers {\displaystyle L_{x}:=G_{x}\cup \{0\}} mit {\displaystyle D\supset L_{x}\supset Z.}
Für die Menge der Fixpunkte {\displaystyle X^{G}=\bigcap _{x\in X}G_{x}} gilt insbesondere: {\displaystyle Z:=X^{G}\cup \{0\}=\bigcap _{x\in X}L_{x}} ist das Zentrum {\displaystyle Z(D)=Z} des Schiefkörpers {\displaystyle D} und selbst ein kommutativer Körper. Somit ist {\displaystyle D} eine Divisionsalgebra über {\displaystyle Z} der endlichen Dimension {\displaystyle \dim _{Z}D=:n}, so dass {\displaystyle \#D=q^{n}}, wenn {\displaystyle q:=\#Z} gesetzt wird.
Für {\displaystyle x\in D^{\times }} bezeichne nun {\displaystyle n_{x}:=\dim _{Z}L_{x}}, sodass {\displaystyle n_{x}\leq n} und {\displaystyle \#G_{x}=\#L_{x}^{\times }=q^{n_{x}}-1}. (Es gilt ja sogar {\displaystyle n_{x}|n}.)
Insbesondere ist für ein {\displaystyle x\in Z^{\times }} der Stabilisator {\displaystyle G_{x}=D^{\times }}, also {\displaystyle L_{x}=D} und {\displaystyle n_{x}=n}. Die Umkehrung gilt ebenso: {\displaystyle n_{x}=n\Leftrightarrow G_{x}=D^{\times }\Leftrightarrow G\triangleright x=\{x\}\Leftrightarrow x\in Z^{\times }}.
Ein Repräsentantensystem für die Bahnen (Konjugationsklassen) gemäß Faktum 1 sei mit {\displaystyle R} bezeichnet. Dieses enthält notwendig die Menge der Fixpunkte, d. h. der Punkte mit einelementigen Bahnen: Dies ist gerade {\displaystyle Z^{\times }\subset R}.
Faktum 1, also die Aufsummierung der Klassengleichung (d. h. der Bahnformel) über die Konjugationsklassen, liefert nun:
{\displaystyle {\begin{array}{ccccc}q^{n}-1&=&\#D^{\times }&&\\&=&\#X&&\\&=&\sum \limits _{x\in R}\#(G\triangleright x)&&\\&=&\sum \limits _{x\in Z^{\times }}\#(G\triangleright x)&+&\sum \limits _{x\in R\backslash Z^{\times }}\#(G\triangleright x)\\&=&\#Z^{\times }&+&\sum \limits _{x\in R\backslash Z^{\times }}(G:G_{x})\\&=&q-1&+&\sum \limits _{x\in R\backslash Z^{\times }}{\frac {q^{n}-1}{q^{n_{x}}-1}}\\\end{array}}}
Faktum 2 gestattet nun, auf {\displaystyle \Phi _{n}(q)|(q-1)} zu schließen, was jedoch auf den erbitterten Widerspruch des Faktums 3 stößt, solange {\displaystyle n\geq 2}. Allein der Fall {\displaystyle n=1} löst die Unvereinbarkeit beider Aussagen in Wohlgefallen auf, und genau dies war zu zeigen: Die Divisionsalgebra {\displaystyle D} stimmt mit ihrem Zentrum {\displaystyle Z} überein, d. h., sie ist kommutativ.

### Beweis mit Hilfe des Satzes von Skolem-Noether
Einen Beweis mit Hilfe des Satzes von Skolem-Noether (basierend auf den Struktursätzen von Wedderburn über einfache und halbeinfache Algebren (1907)) findet man bei Ina Kersten, Brauergruppen, Abschnitt 6.2, Seiten 50 f. oder bei Bartel Leendert van der Waerden, Algebra II, Kapitel XIV (Darstellungstheorie der Gruppen und Algebren), § 112 (Doppelmoduln und Produkte von Algebren), Anwendung in Textziffer 4 (siehe Literatur).

## Folgerungen
Aus dem Satz von (Dickson-)Wedderburn folgt, dass die Brauergruppe {\displaystyle \operatorname {Br} (K)} eines endlichen Körpers {\displaystyle K} trivial ist:
{\displaystyle \operatorname {Br} (K)=\{1\}}
Die Brauergruppe besitzt eine galoiskohomologische Interpretation.